# Jocelyn Ahouéya
Jocelyn Ahouéya (ur. 19 grudnia 1985) – beniński piłkarz grający na pozycji pomocnika.

## Kariera klubowa
Karierę piłkarską Ahouéya rozpoczął w klubie Mogas 90 FC z miasta Kotonu i w jego barwach zadebiutował w 2003 roku w pierwszej lidze benińskiej. Przez 3 lata był podstawowym zawodnikiem zespołu. W 2003 i 2004 roku dwukrotnie z rzędu wywalczył z nim Puchar Beninu.
W 2004 roku Ahouéya odszedł do szwajcarskiego drugoligowca FC Sion. W 2006 roku awansował z nim do pierwszej ligi, w której zadebiutował 29 lipca 2006 w meczu z FC Aarau (3:1). W 2006 i 2009 roku zdobył ze Sionem Puchar Szwajcarii. W 2009 roku rozwiązał kontrakt z tym klubem.
W 2010 roku Ahouéya podpisał kontrakt z francuskim zespołem RC Strasbourg, grającym w trzeciej lidze. W 2011 roku odszedł do innej drużyny, AS Beauvais. Spędził tam rok, a potem przeszedł do SC Schiltigheim z piątej ligi.
| Sezon   | Klub            | Kraj       | Rozgrywki        | Mecze | Bramki |
| ------- | --------------- | ---------- | ---------------- | ----- | ------ |
| 2002    | Mogas 90 FC     | Benin      | Moovligue 1      | ?     | ?      |
| 2003    | Mogas 90 FC     | Benin      | Moovligue 1      | ?     | ?      |
| 2004    | Mogas 90 FC     | Benin      | Moovligue 1      | ?     | ?      |
| 2004/05 | FC Sion         | Szwajcaria | Challenge League | 28    | 1      |
| 2005/06 | FC Sion         | Szwajcaria | Challenge League | 17    | 0      |
| 2006/07 | FC Sion         | Szwajcaria | Super League     | 18    | 1      |
| 2007/08 | FC Sion         | Szwajcaria | Super League     | 21    | 0      |
| 2008/09 | FC Sion         | Szwajcaria | Super League     | 16    | 0      |
| 2010/11 | RC Strasbourg   | Francja    | National         | 24    | 1      |
| 2011/12 | AS Beauvais     | Francja    | National         | 9     | 0      |
| 2012/13 | SC Schiltigheim | Francja    | CFA 2            |       |        |

## Kariera reprezentacyjna
W reprezentacji Beninu Ahouéya zadebiutował w 2003 roku. W 2004 roku zagrał w 3 spotkaniach Pucharu Narodów Afryki 2004: z Republiką Południowej Afryki (0:2), z Marokiem (0:4) i z Nigerią (1:2). W 2005 roku zagrał z kadrą U-20 na Mistrzostwach Świata U-20 w Holandii. W 2008 roku był podstawowym zawodnikiem Beninu w Pucharze Narodów Afryki 2008 i zagrał na nim w 3 spotkaniach: z Mali (0:1), z Wybrzeżem Kości Słoniowej (1:4) i z Nigerią (0:2). W 2010 roku w Pucharze Narodów Afryki 2010 także grał w podstawowym składzie i wystąpił w 2 meczach: z Mozambikiem (2:2) i z Egiptem (0:2).